# Филип Мъдри фон Геминген
Филип Мъдри фон Геминген (на немски: Philipp der Weise von Gemmingen; * 1518; † 1571 в Бьорингсвайлер, днес в Гросерлах) е благородник от II. линия Геминген-Гутенберг на стария алемански рицарски род на „фрайхерен на Геминген“ в Крайхгау в Баден-Вюртемберг. Той е амтман в Нойбург и Амберг и съветник на множество князе. Прякорът му Мъдрия получава заради математическите му способности. Той притежава голяма библиотека, богата с математически инструменти и глобуси. Той построява воден дворец в Бонфелд (днес в град Бад Рапенау) и получава 1570 г. права за пазар за селището.
Той е син на Дитер фон Геминген († 1526) и съпругата му Урсула фон Нипенбург († 1533), дъщеря на
Филип фон Нипенбург и Клара Шпет фон Цвифалтен. Внук е на Плайкард фон Геминген († 1515) и Анна Кемерер фон Вормс-Далберг (1458 – 1503), сестра на прочутия Йохан XX фон Далберг (1455 – 1503), епископ на Вормс (1482 – 1503). Брат е на Анна фон Геминген († 1562), омъжена за Кристоф Ландшад фон Щайнах (1507 – 1587), и на Маргарета фон Геминген († 1550), омъжена за Петер фон Ментцинген († 1565).
Филип е дарен математически. През 1533 г. се записва да следва в Хайделбергския университет. През 1535 г. той дава на заем 2 300 гулден на град Еслинген на Некар. През 1540 г. той е председател на дворцовия съд в Пфалц. През 1550 г. той създава „епитаф“ за родителите си в замък Гутенберг. През 1556 г. той участва с четири коня на погребението на пфалцграф Фридрих II фон Пфалц. През 1557 г. той е пратеник на имперското събрание в Регенсбург. През 1563 г. лутеранските князе Карл II фон Баден-Дурлах, Кристоф фон Вюртемберг и Волфганг фон Пфалц-Цвайбрюкен) с вюртембергския вицеканцлер Хиронимус Гебхард го изпращат на преговори с курфюрста.
През по-късните си години той живее в Бонфелд и от 1564 до 1568 г. съсздава ренесансов дворец, наричан също и „Унтере шлос“. На 16 юни 1570 г. император Максимилиан II спира в Бонфелд при пътуването си за имперското събрание в Шпайер. Дворецът тогава вече външно е готов, но необзаведен напълно. Императорът е обслужван пред двореца. В двореца се събират благородниците от околността и се приготвят напитките. След няколко седмици император Максимилиан дава права на пазар за Бонфелд. За спомен за посещението на императора той поставя каменна колона.
Той притежава голяма библиотека главно с книги, инструменти и глобуси за математика и астрономия. След смъртта му библиотеката е разделена. Една част наследява син му Вайрих и така на Плайкард фон Геминген цу Фюрфелд (1536 – 1594). Библиотеката е напълно изгубена през Тридесетгодишната война.
Като съветник на херцог Лудвиг фон Вюртемберг той получава като заплащане ловния дворец в Бьорингсвайлер, където умира през 1571 г. Погребан е в Бонфелд.

## Фамилия
Филип Мъдри фон Геминген се жени за Маргарета фон Фелберг и има с нея рано починала дъщеря:
- Амалия († 1549 на 7 години).

Той се жени втори път за Катарина фон Геминген-Михелфелд († 1583), дъщеря на Вайрих фон Геминген-Михелфелд (1493 – 1548) и Бенедикта фон Нипенбург (1500 – 1570). Тя първо е смятана за красива („hübsches Kätherle“), но на стари години получава дамска брада, която крие под шал. Те имат един син:
- Вайрих (1552 – 1574)